# Fine Young Cannibals (album)
Fine Young Cannibals è il primo eponimo album discografico del gruppo musicale britannico Fine Young Cannibals, pubblicato nel 1985.

## Tracce
1. Johnny Come Home
2. Couldn't Care More
3. Don't Ask Me to Choose
4. Funny How Love Is
5. Suspicious Minds
6. Blue
7. Move to Work
8. On a Promise
9. Time Isn't Kind
10. Like a Stranger

## Formazione
- Roland Gift - voce
- Andy Cox - chitarra, organo
- David Steele - basso, piano